# Indonésia nos Jogos Olímpicos de Verão de 2008
A Indonésia competiu nos Jogos Olímpicos de Verão de 2008, em Pequim, na China. Até 26 de junho de 2008, 23 indonésios haviam se classificado para Pequim, além de Dedeh Erawati, que foi contemplado com um convite.

## Medalhas
| Atleta                       | Esporte        | Evento              | Medalha |
| ---------------------------- | -------------- | ------------------- | ------- |
| Markis Kido Hendra Setiawan  | Badminton      | Duplas masculinas   | Ouro    |
| Nova Widianto Lilyana Natsir | Badminton      | Duplas mistas       | Prata   |
| Eko Yuli Irawan              | Halterofilismo | Até 56 kg masculino | Bronze  |
| Triyatno                     | Halterofilismo | Até 62 kg masculino | Bronze  |
| Maria Kristin Yulianti       | Badminton      | Simples feminino    | Bronze  |

## Desempenho

### Atletismo
| Atleta             | Prova                        | Eliminatórias | Eliminatórias | Quartos-finais | Quartos-finais | Semi-finais | Semi-finais | Final       | Final       |
| Atleta             | Prova                        | Tempo         | Pos.          | Tempo          | Pos.           | Tempo       | Pos.        | Tempo       | Pos.        |
| ------------------ | ---------------------------- | ------------- | ------------- | -------------- | -------------- | ----------- | ----------- | ----------- | ----------- |
| Suryo Agung Wibowo | 100 m masculino              | 10.46         | 41            | Não avançou    | Não avançou    | Não avançou | Não avançou | Não avançou | Não avançou |
| Dedeh Erawati      | 100 m com barreiras feminino | 13.49         | 34            | Não avançou    | Não avançou    | Não avançou | Não avançou | Não avançou | Não avançou |

### Badminton
| Atleta                          | Prova             | Ronda dos 64                     | Ronda dos 32               | Ronda dos 16                               | Quartos-finais                                 | Semi-finais                           | Final                              | Final             |
| Atleta                          | Prova             | Adversário e resultado           | Adversário e resultado     | Adversário e resultado                     | Adversário e resultado                         | Adversário e resultado                | Adversário e resultado             | Pos.              |
| ------------------------------- | ----------------- | -------------------------------- | -------------------------- | ------------------------------------------ | ---------------------------------------------- | ------------------------------------- | ---------------------------------- | ----------------- |
| Taufik Hidayat                  | Simples masculino |                                  | MAS Wong D 19-21, 16-21    | Não avançou                                | Não avançou                                    | Não avançou                           | Não avançou                        | Não avançou       |
| Sony Dwi Kuncoro                | Simples masculino |                                  | THA Ponsana V 21-16, 21-14 | FIN Lång V 21-13, 21-18                    | MAS Lee D 9-21, 11-21                          | Não avançou                           | Não avançou                        | Não avançou       |
| Luluk Hadiyanto Alvent Yulianto | Duplas masculinas |                                  |                            | JPN Masuda - Ohtsuka D 21-19, 14-21, 14-21 | Não avançou                                    | Não avançou                           | Não avançou                        | Não avançou       |
| Markis Kido Hendra Setiawan     | Duplas masculinas |                                  |                            | CHN Guo - Xie V 22-20, 10-21, 21-17        | MAS Koo - Tan V 21-16, 21-18                   | DEN Rasmussen - Passke V 21-19, 21-17 | CHN Fu - Cai V 12-21, 21-11, 21-16 | Medalha de ouro   |
| Maria Kristin Yulianti          | Simples feminino  | GER Schenk V 18-21, 21-13, 22-20 | ESP Martínez V 21-9, 21-14 | DEN Rasmussen V 18-21, 21-19, 21-14        | IND Nehwal V 26-28, 21-14, 21-15               | CHN Zhang D 15-21, 15-21              | CHN Lu V 11-21, 21-13, 21-15       | Medalha de bronze |
| Vita Marissa Lilyana Natsir     | Duplas femininas  |                                  |                            | CHN Yang - Zhang D 19-21, 15-21            | Não avançou                                    | Não avançou                           | Não avançou                        | Não avançou       |
| Flandy Limpele Vita Marissa     | Duplas mistas     |                                  |                            | GER Hopp - Overzier V 21-12, 21-12         | DEN Laybourn - Juhl V 21-17, 15-21, 21-17      | KOR Lee - Lee D 9-21, 21-12, 17-21    | CHN He - Yu D 21-19, 17-21, 21-23  | 4                 |
| Nova Widianto Lilyana Natsir    | Duplas mistas     |                                  |                            | KOR Han - Hwang V 23-21, 21-19             | THA Prapakamol - Thoungthongkam V 21-13, 21-19 | CHN He - Yu V 15-21, 21-11, 23-21     | KOR Lee - Lee D 11-21, 17-21       | Medalha de prata  |

### Halterofilismo
| Atleta              | Prova            | Arranque  | Arranque | Arremesso | Arremesso | Total | Pos.              |
| Atleta              | Prova            | Resultado | Pos.     | Resultado | Pos.      | Total | Pos.              |
| ------------------- | ---------------- | --------- | -------- | --------- | --------- | ----- | ----------------- |
| Eko Yuli Irawan     | -56 kg masculino | 130       | 2        | 158       | 3         | 288   | Medalha de bronze |
| Triyatno            | -62 kg masculino | 135       | 5        | 163       | 4         | 298   | Medalha de bronze |
| Edi Kurniawan       | -69 kg masculino | 135       | 15       | 172       | 9         | 307   | 12                |
| Sandow Nasution     | -77 kg masculino | 153       | 13       | 194       | 6         | 347   | 11                |
| Raema Lisa Rumbewas | -53 kg feminino  | 91        | 5        | 115       | 4         | 206   | 4                 |

### Natação
| Atleta              | Prova                     | Eliminatórias | Eliminatórias | Semi-finais | Semi-finais | Final       | Final       |
| Atleta              | Prova                     | Tempo         | Pos.          | Tempo       | Pos.        | Tempo       | Pos.        |
| ------------------- | ------------------------- | ------------- | ------------- | ----------- | ----------- | ----------- | ----------- |
| Doni B. Utomo       | 200 m borboleta masculino | 2:03.44       | 44            | Não avançou | Não avançou | Não avançou | Não avançou |
| Fibrina Ratnamarita | 200 m medley feminino     | 2:28.18       | 38            | Não avançou | Não avançou | Não avançou | Não avançou |

### Tiro
| Atleta                     | Prova                        | Qualificação | Qualificação | Final       | Final       |
| Atleta                     | Prova                        | Pontuação    | Pos.         | Pontuação   | Pos.        |
| -------------------------- | ---------------------------- | ------------ | ------------ | ----------- | ----------- |
| Yosheefine Shilla Prasasti | Carabina de ar 10 m feminino | 393          | 24           | Não avançou | Não avançou |

### Tiro com arco
A Indonésia enviou arqueiros às olimpíadas pela nona vez, e tentava buscar a primeira medalha de ouro do país no esporte e a primeira medalha de qualquer tipo desde a conquista da medalha de prata pela equipe feminina em 1988. Ika Yuliana Rochmawati e Rina Dewi Puspitasari deram à Indonésia duas vagas na competição individual feminina, após atingirem a primeira e terceira colocações no campeonato asiático de 2008.
| Atleta                 | Prova               | Ronda de classificação | Ronda de classificação | Ronda dos 64                   | Ronda dos 32           | Ronda dos 16           | Quartos-finais         | Semi-finais            | Final                  | Final       |
| Atleta                 | Prova               | Pontos                 | Pos.                   | Adversário e resultado         | Adversário e resultado | Adversário e resultado | Adversário e resultado | Adversário e resultado | Adversário e resultado | Pos.        |
| ---------------------- | ------------------- | ---------------------- | ---------------------- | ------------------------------ | ---------------------- | ---------------------- | ---------------------- | ---------------------- | ---------------------- | ----------- |
| Rina Dewi Puspitasari  | Individual feminino | 620                    | 42                     | RUS M. Dagbaeva 106-106 (9-10) | Não avançou            | Não avançou            | Não avançou            | Não avançou            | Não avançou            | Não avançou |
| Ika Yuliana Rochmawati | Individual feminino | 621                    | 41                     | USA J. Nichols 101-114         | Não avançou            | Não avançou            | Não avançou            | Não avançou            | Não avançou            | Não avançou |

### Vela
| Atleta                     | Prova          | Regata | Regata | Regata | Regata | Regata | Regata | Regata | Regata | Regata | Regata | Regata      | Pontos | Pos. |
| Atleta                     | Prova          | 1      | 2      | 3      | 4      | 5      | 6      | 7      | 8      | 9      | 10     | M           | Pontos | Pos. |
| -------------------------- | -------------- | ------ | ------ | ------ | ------ | ------ | ------ | ------ | ------ | ------ | ------ | ----------- | ------ | ---- |
| I Gusti Made Oka Sulaksana | RS:X masculino | 24     | 24     | 23     | 27     | 22     | 31     | 28     | 30     | (36)   | 16     | Não avançou | 225    | 27   |

Legenda
| Recorde mundial      | Recorde mundial (World record)               |                       | Recorde africano                      | Recorde africano (African) |                                           | Q | Classificado por posição (Qualified) |
| Recorde olímpico     | Recorde olímpico (Olympic record)            | Recorde da América    | Recorde da América (Americas)         | q                          | Classificado por melhor tempo (Qualified) |   |                                      |
| Melhor marca do ano  | Melhor marca do ano (World leading)          | Recorde asiático      | Recorde asiático (Asian)              | DNS                        | Não largou (Did not start)                |   |                                      |
| Recorde nacional     | Recorde nacional (National record)           | Recorde europeu       | Recorde europeu (European)            | DNF                        | Não terminou (Did not finish)             |   |                                      |
| Recorde pessoal      | Recorde pessoal do atleta (Personal best)    | Recorde da Oceania    | Recorde da Oceania (Oceania)          | DSQ / DQ                   | Desclassificado (Disqualified)            |   |                                      |
| Recorde da temporada | Recorde da temporada do atleta (Season best) | Recorde sul-americano | Recorde sul-americano (South America) | NM                         | Sem marca (No mark)                       |   |                                      |

| M   | Regata da Medalha da qual só participam os dez primeiros colocados das regatas anteriores  |  |  | CAN | Regata cancelada |
| BFD | Desclassificado por bandeira preta (Black Flag Disqualified)                               |  |  |     |                  |
| UFD | Desclassificado por bandeira "U" (U Flag Disqualified)                                     |  |  |     |                  |
| OCS | Largada queimada (On the Course Side of the starting line)                                 |  |  |     |                  |
| DNE | Desclassificação sem eliminação (infração a um item do regulamento da prova – Did Not End) |  |  |     |                  |